# Taxeotis
Taxeotis là một chi bướm đêm thuộc họ Geometridae.

## Các loài
Chi này bao gồm các loài:
- Taxeotis exsectaria – Walker, 1861
- Taxeotis intextata – Guenée, 1857
- Taxeotis reserata – Walker, 1860
- Taxeotis stereospila – Meyrick, 1890